# 鬼父
『鬼父』（おにちち）とは、ブルーゲイルから発売されたアダルトゲーム作品、およびそれを原作とするアダルトアニメである。

## 解説
娘に対する性的な感情を抑えきれずに暴走する父親を描いたアダルトゲーム。2008年10月24日にシリーズ第1作目『鬼父 〜愛娘強制発情〜』のパッケージ版が発売された。
2009年8月28日にパッケージ版が発売された第2作目『鬼父2 〜あんたみたいな鬼畜、お父さんじゃない!〜』はシチュエーションこそ第1作に近いものの、物語の直接的なつながりは薄い。
2014年5月23日に、『鬼父 〜愛娘強制発情〜』と『鬼父2』のDVD新装版が発売。2015年10月30日には、第1作の続編『鬼父after 〜濡れ透け愛莉と雨やどり編〜』がダウンロード販売された。

## あらすじ
生化学者・秋月孝三は、ある日、真理奈と愛莉の姉妹に出会い、一目ぼれする。二人を手に入れるべく、彼はまず姉妹の母親と再婚した。
ある日、下着をあさっているところを娘に見つかるも、孝三は周りにだれもいないことをいいことに開発中の催淫スプレーを吹きかけて、娘を自分の言いなりにした。
娘を犯した孝三は、その周りの人々にまで手を出すようになった。

## 登場人物
※声の出演はゲーム版のもの、アニメ版は声優非公表。ちなみに、2015年発売の『鬼父after ?濡れ透け愛莉と雨やどり編?』の声優はアニメ版同じ。
秋月孝三（あきつき こうぞう）
声 - 非公表（OVAのみ）
本作の主人公。30代半ば。甲北大学・生化学研究室教授で博士号を持っている。
実験中の事故により男性機能を失うも、真理奈と愛莉に出会ったことで二人に性的な興味を抱き、ロリータコンプレックスを発現させてしまった。姉妹の義父となった後は、下着をあさるなど、変態生活を満喫している。
秋月 真理奈（あきつき まりな）
声 - かわしまりの
本作のヒロイン。聖楓学園3年生。
華代子の長女。日本人である母親の血を色濃く引いた、長い黒髪と人目を引く巨乳を持つ美少女。控えめで真面目な性格で、彼氏である雅人とはいまだにキス止まり。
OVA版では、雅人との初体験を迎える寸前に孝三の策略によって、処女を奪われてしまった。
傷害事件を起こした雅人の本性を知り愛想を尽かした。
秋月 愛莉（あきつき あいり）
声 - 桜川未央
本作のヒロイン。聖楓学園1年生。軽音楽部に所属｡
華代子の次女。フランス人である父親の血を色濃く引いた、金髪のツインテールに細身な体型が魅力的な美少女。姉とは対照的に自由奔放で我がままな性格で、孝三のことを毛嫌いしている。また、彼氏はいない。
OVA版で孝三に催淫薬を使われ、処女を奪われてしまった｡
倉中 紗奈（くらなか さな）
声 - 野宮香央里
聖楓学園1年生。
愛莉の親友。孝三の協力者。父親とは肉体関係。
三上 由佳（みかみ ゆか）
声 - このは
聖楓学園3年生。
真理奈の同級生。親を治療してもらうという条件のもと、孝三に協力している。
大野雅人（おおの まさと）
声 - 不明
聖楓学園3年生。カメラや写真が趣味。
真理奈の彼氏。なかなか発展しない真理奈との関係にジレンマを感じている。
一見誠実さに見えるが本性は女たらしで腹黒い。
OVA版で孝三と真理奈の肉体関係を知ってからは真理奈を逆恨みしネットで貶めたあげく傷害事件で警察に逮捕された。
秋月華代子（あきつき かよこ）
声 - 水純なな歩
孝三の妻で、真理奈と愛莉の母親。30代後半。
聖楓学園の外国語教師。フランス人である前夫とは離婚済み。
倉中教授
声 - 不明
紗奈の父親。孝三の上司。
娘の紗奈とは肉体関係。孝三を睡眠薬で眠らせ愛莉を犯した。

## スタッフ

### テレビアニメ
鬼父
- 監督：野火止用太

## テレビアニメ
アダルトアニメとして珍しく長くシリーズ化されている。Hoods Entertainment 
鬼父
2009年10月30日に上巻『小生意気なホットパンツ』が、2010年5月28日に下巻『はしたない清楚なレギンス』がそれぞれ発売された。
鬼父 〜小生意気ではしたなく清楚なエロ可愛姉妹のおっきぃ版〜
上記2点をまとめたBlu-ray版。2013/11/29日に発売。
鬼父 Re-birth「小生意気なヒップホール」
2011年4月28日に発売。
鬼父 Re-born
Vol.1『〜小生意気な秘湯めぐり〜旅情編』は2011年12月22日発売。
Vol.2『〜小生意気な秘湯めぐり〜姉妹丼道連れ編』は2012年12月28日発売。
- Blu-ray版『〜小生意気な秘湯めぐり・エロ可愛ロードムービーのおっきぃ版〜』は、2013年11月29日発売。

鬼父 Rebuild
Vol.1『小生意気なじぇらしぃ輪舞（ロンド）』は2013年12月28日発売。
Vol.2『清楚に跨がるコスプレニート』は2014年8月29日発売。
Vol.3『小生意気な萌顔ほぃほぃ』は2014年12月26日発売。
鬼父 Refresh
『〜小生意気ロマンティックが止まらない♥〜』2015年8月14日発売。
『〜小生意気変態フレンドのビーチびっち♥〜』2015年12月25日発売。
『〜小生意気な肝っ玉♥〜』2016年12月29日発売。
『〜小生意気ロマンティックがハマらない♥〜』2017年4月28日発売。
鬼父 化ケーション
『〜小生意気タヌキぽんぽこぽん♥〜』2016年4月28日発売。